# C8H9N5
化学式C8H9N5（摩尔质量：175.1 g/mol）可以指：
- 5-苯氨基四唑，CAS号：14832-58-7
- 2,4,6-三氨基喹唑啉，CAS号：13741-90-7
- 2-胍啶苯并咪唑，CAS号：5418-95-1

|  | 这个同类索引页列出了具有相同分子式的化学物（即同分異構體）条目。 除非您是有意链接至本页，否则应将相应条目的内部链接指向正确的条目。 |